# NN-112
La carretera NN‑112 es una vía departamental secundaria ubicada en el departamento de Chontales, al sureste de Nicaragua. Conecta áreas rurales de El Coral, facilitando la movilidad entre varias comunidades agrícolas.

## Trazado y cruces
| km   | Localidad / Punto     | Departamento | Conexión / Ruta |
| ---- | --------------------- | ------------ | --------------- |
| 0,0  | La Pita               | Chontales    | NN 111          |
| 12,7 | Colonia Independencia | Chontales    | Camino rural    |

## Coordenadas
Uno de los tramos de la NN‑112 puede ser encontrado en las coordenadas: 11°44′26″N 84°27′19″O / 11.7405, -84.4552